# Championnat de Grande-Bretagne de Formule 2
Le championnat de Grande-Bretagne de Formule 2 est une compétition automobile qui a existé de manière sporadique entre 1957 et 1996. De 1989 à 1996, ce championnat a pris le nom de championnat de Grande-Bretagne de Formule 3000.
L'existence discontinue de ce championnat s'explique principalement par sa difficulté à trouver un équilibre économique, et par la concurrence du championnat d'Europe de Formule 2 puis du championnat international de Formule 3000.

## Palmarès
| Année     | Vainqueur          | Nationalité | Voiture          | Discipline   |
| --------- | ------------------ | ----------- | ---------------- | ------------ |
| 1957      | Tony Marsh         | Royaume-Uni | Cooper-Climax    | Formule 2    |
| 1958      | Jack Brabham       | Australie   | Cooper-Climax    | Formule 2    |
| 1959      | Stirling Moss      | Royaume-Uni | Cooper-Borgward  | Formule 2    |
| 1960      | Jackie Lewis       | Royaume-Uni | Cooper-Climax    | Formule 2    |
| 1961–1963 | Non couru          | Non couru   | Non couru        | Non couru    |
| 1964      | Mike Spence        | Royaume-Uni | Lotus-Ford       | Formule 2    |
| 1965      | Jim Clark          | Royaume-Uni | Lotus-Ford       | Formule 2    |
| 1966      | Jack Brabham       | Australie   | Brabham-Honda    | Formule 2    |
| 1967      | Jochen Rindt       | Autriche    | Brabham-Ford     | Formule 2    |
| 1968–1971 | Non couru          | Non couru   | Non couru        | Non couru    |
| 1972      | Niki Lauda         | Autriche    | March-Ford       | Formule 2    |
| 1973–1988 | Non couru          | Non couru   | Non couru        | Non couru    |
| 1989      | Gary Brabham       | Australie   | Reynard-Cosworth | Formule 3000 |
| 1990      | Pedro Chaves       | Portugal    | Reynard-Cosworth | Formule 3000 |
| 1991      | Paul Warwick       | Royaume-Uni | Lola-Cosworth    | Formule 3000 |
| 1992      | Yvan Muller        | France      | Reynard-Cosworth | Formule 3000 |
| 1993      | Philippe Adams     | Belgique    | Reynard-Cosworth | Formule 3000 |
| 1994      | José Luis di Palma | Argentine   | Reynard-Cosworth | Formule 3000 |
| 1995      | Non couru          | Non couru   | Non couru        | Non couru    |
| 1996      | Gareth Rees        | Royaume-Uni | Reynard-Mugen    | Formule 3000 |